# (343000) Ijontichy
(343000) Ijontichy – planetoida w głównym pasie, odkryta 29 stycznia 2009 roku przez Erwina Schwaba i Ute Zimmer. Przed nadaniem nazwy planetoida nosiła oznaczenie tymczasowe 2009 BH73.
Jej nazwa, nadana 19 września 2013, nawiązuje do postaci Ijona Tichego, bohatera Dzienników gwiazdowych Stanisława Lema i niemieckiego serialu Ijon Tichy – gwiezdny podróżnik, w którym grany jest przez Olivera Jahna. Do serialu nawiązuje też nazwa odkrytej także przez Schwaba planetoidy (343444) Halluzinelle.